# The Walking Dead (Fernsehserie)/Staffel 3
Die dritte Staffel der US-amerikanischen Fernsehserie The Walking Dead war vom 14. Oktober 2012 bis zum 31. März 2013 auf dem US-amerikanischen Kabelsender AMC zu sehen. Die deutschsprachige Erstausstrahlung sendete der Pay-TV-Sender FOX vom 19. Oktober 2012 bis zum 5. April 2013.

## Besetzung
Die dritte Staffel hat 12 Darsteller in der Hauptbesetzung. Jon Bernthal und Jeffrey DeMunn werden aufgrund ihrer Charaktertode in der vorherige Staffel nicht mehr im Intro aufgeführt. Zu der Hauptbesetzung gehören jetzt auch
Lauren Cohan, Scott Wilson, Michael Rooker, David Morrissey und Danai Gurira. Cohan und Gurira werden zu Beginn der Staffel im Intro aufgeführt, während Wilson unter "Also Starring" gelistet wird. McBride wird ebenfalls weiterhin unter "Also Starring" gelistet. Beginn mit Folge 3 werden auch Rooker und Morrissey im Intro aufgeführt.

### Hauptdarsteller
- Andrew Lincoln als Rick Grimes
- Sarah Wayne Callies als Lori Grimes
- Laurie Holden als Andrea
- Norman Reedus als Daryl Dixon
- Steven Yeun als Glenn Rhee
- Lauren Cohan als Maggie Greene
- Chandler Riggs als Carl Grimes
- Danai Gurira als Michonne
- Michael Rooker als Merle Dixon
- David Morrissey als Philip „Der Governor“ Blake
- Melissa McBride als Carol Peletier
- Scott Wilson als Hershel Greene

### Nebenbesetzung
- Emma Bell als Amy
- Lew Temple als Axel
- Emily Kinney als Beth Greene
- Jose Pablo Cantillo als Caesar Martinez
- Alexa Nikolas als Harley
- Jeryl Prescott als Jacqui
- Andrew Rothenberg als Jim
- Melissa Ponzio als Karen
- Dallas Roberts als Milton Mamet
- Lennie James als Morgan Jones
- Vincent M. Ward als Oscar
- Sonequa Martin-Green als Sasha Williams
- Jon Bernthal als Shane Walsh
- IronE Singleton als Theodore „T-Dog“ Douglas
- Chad Coleman als Tyreese Williams

## Handlung
Die Handlung der dritten Staffel setzt mehrere Monate nach der Flucht von der Farm ein. Zu diesem Zeitpunkt ist Lori bereits hochschwanger und die Gruppe kommt immer mehr in Bedrängnis, eine dauerhafte, sichere Unterkunft für sich und den baldigen Nachwuchs zu finden. Sie kommen an einem, zwar von Streunern bevölkerten, aber in seiner Funktion weitestgehend unbeschädigten Gefängnis vorbei und sehen darin ihre Chance auf eine sichere Zuflucht. Bei der Räumung des Gefängnisses wird Hershel von einem Beißer gebissen und Rick amputiert ihm umgehend den betroffenen Unterschenkel, um so Hershels Verwandlung in einen Beißer zu verhindern. Zudem findet die Gruppe einige überlebende Häftlinge, mit denen es bald zu tödlichen Konflikten kommt. Den übrigen zwei Häftlingen Axel und Oscar gelingt es nach einigen Startschwierigkeiten, Ricks Vertrauen zu gewinnen, und sie werden in der Gruppe aufgenommen. T-Dog wird bei einer Invasion der Streuner im Gefängnis gebissen und opfert sich später weiteren Beißern, um Carol zu retten. Lori stirbt bei der Geburt ihrer Tochter Judith und wird von Carl durch einen Kopfschuss vor der Verwandlung bewahrt. Nachdem das Gefängnis wieder sicher ist, erfährt Rick von Loris Tod und verfällt zeitweise in eine Depression. Er schottet sich tagelang von der Gruppe ab und zeigt Symptome einer posttraumatischen Belastungsstörung, weshalb er zeitweise auch nicht mehr in der Lage ist, die Gruppe zu führen.
Andrea hat sich inzwischen mit der Schwertkämpferin Michonne zusammengeschlossen. Die Frauen werden von mehreren bewaffneten Männern aufgegriffen und in eine durch Blockaden gesicherte Stadt, Woodbury, gebracht. Diese wird von einem charismatischen Anführer regiert, der sich selbst als Governor bezeichnet. Michonne schöpft sofort Verdacht, dass mit ihm etwas nicht stimmt, während Andrea ganz und gar angetan vom Governor und Woodbury ist. Da Andrea sich wiederholt weigert mit ihr zu kommen, verlässt Michonne die Stadt auf eigene Faust. Daraufhin wird sie von einer von Merle (Daryls seit der ersten Staffel verschollener Bruder) angeführten Gruppe verfolgt und im Kampf angeschossen. Wenig später lauert Merle Glenn und Maggie auf, die gerade auf Beutezug sind, und nimmt beide gefangen. Michonne beobachtet die Szene, bringt die für Judith beschaffte Babynahrung zum Gefängnis und wird hineingelassen. Nachdem sie Rick von Glenns und Maggies Entführung berichtet hat, führt sie ihn, Daryl und Oscar nach Woodbury. Es gelingt ihnen, Maggie und Glenn zu befreien, die aufgrund von Folter gezwungen waren, dem Governor vom Gefängnis zu erzählen. Im Haus des Governors macht Michonne derweil einige grausige Entdeckungen, die dessen wahren Charakter weiter offenlegen. In einem Kampf sticht Michonne dem Governor mit einer Glasscherbe ein Auge aus. Trotz der Enthüllungen hält Andrea weiterhin zum Governor, der inzwischen den Plan gefasst hat, das Gefängnis zu übernehmen. Andrea pocht auf eine friedliche Lösung, wozu er insgeheim nicht bereit ist. Er hetzt die Bewohner von Woodbury durch falsche Behauptungen gegen Ricks Gruppe auf und rüstet sie zum Angriff auf das Gefängnis.
Merle wird vom Governor verstoßen, aber von Ricks Gruppe nicht akzeptiert. Als der Governor vorgibt, Rick das Gefängnis überlassen zu wollen, wenn er ihm Michonne ausliefere, nimmt Merle zu Recht an, dass Rick hierzu nicht imstande sein wird. Daraufhin entführt er Michonne, um sie selbst nach Woodbury zu bringen. Unterwegs redet sie ihm erfolgreich ins Gewissen und wird freigelassen. Nach einem missglückten Attentat auf den Governor wird Merle von diesem erschossen. Daryl findet seinen mutierten Bruder wenig später und erlöst ihn von seinem Zustand. Um sich gegen die Armee des Governors verteidigen zu können, benötigt Ricks Gruppe dringend neue Waffen und Munition. Rick wird in seiner Heimatstadt fündig, wo er Morgan wiedertrifft, der dem Wahnsinn verfallen zu sein scheint. Zufällig hat Morgan ein beachtliches Waffenarsenal gehortet und überlässt Rick einen großen Teil davon. Währenddessen versucht Andrea aus Woodbury zu fliehen, wird vom Governor aufgehalten und in eine Folterkammer gebracht, die eigentlich für Michonne vorgesehen war. Er verwundet seinen engsten Vertrauten Milton, der ihn verraten hat, schwer und sperrt den Sterbenden mit der gefesselten Andrea darin ein. In der Folge wird sie vom untoten Milton angefallen und gebissen. Ricks Gruppe kann die Armee des Governors zurückschlagen, auch weil viele von ihnen die Kampfhandlungen von selbst einstellen und sich gegen den Befehl des Governors zurückziehen. Aus Wut darüber richtet er seine Waffe gegen sie und sucht mit seinen wenigen verbliebenen Verbündeten das Weite. Die einzige Überlebende des Massakers, Karen, führt daraufhin Ricks Gruppe nach Woodbury. Andrea wird gefunden und erschießt (aufgrund des infektiösen Bisses) sich in Michonnes Beisein mit einer Waffe selbst. Rick lädt alle übrigen Bewohner von Woodbury ein, sich ihm anzuschließen und im Gefängnis einzuziehen.

## Episoden
| Nr. (ges.) | Nr. (St.) | Deutscher Titel       | Originaltitel               | Erstausstrahlung USA | Deutschsprachige Erstausstrahlung (D) | Regie               | Drehbuch                   | Quoten (USA) |
| --- | --------- | --------------------- | --------------------------- | -------------------- | ------------------------------------- | ------------------- | -------------------------- | ------------ |
| 20 | 1         | Die Saat              | Seed                        | 14. Okt. 2012        | 19. Okt. 2012                         | Ernest Dickerson    | Glen Mazzara               | 10,87 Mio.   |
| Die Gruppe, angeführt von Rick, ist seit einigen Monaten auf der Suche nach einer neuen Bleibe. Ricks Frau Lori ist bereits hochschwanger und erwartet ihr Kind jeden Augenblick. Nachdem die Gruppe zu Beginn aus einem verlassenen Haus durch eine Horde Beißer vertrieben wird, finden Rick und Daryl bei der Jagd zufällig eine verlassene Gefängnisanlage. Die Gruppe entscheidet sich, den umzäunten Vorhof zu betreten, das Tor hinter sich zu verschließen und alle dort befindlichen Beißer zu töten. Während sich alle bei einem nächtlichen Lagerfeuer von den Anstrengungen erholen, richtet Rick eine Rede an sie: Er beglückwünscht sie zu ihrem Sieg, aber er ermahnt sie auch, den Plan am nächsten Morgen fortzusetzen. Rick vermutet, dass das Gefängnis früh überrannt wurde und sich möglicherweise ein Vorrat an Ausrüstung und Versorgung im Gefängnis befindet. Mit Teamwork und Rücken an Rücken schafft es die Gruppe, den weiteren Vorhof von Beißern zu befreien. Es fällt ihnen auf, dass auch Zivilisten unter den Beißern sind, was auf eine Gefährdung der Sicherheit hinweisen könnte. Zunächst wird innerhalb des Gebäudes ein Zellenblock für die Übernachtung gesichert, danach beginnen Rick, Daryl, Hershel, Glenn, T-Dog und Maggie eine Erkundungsmission in andere Gefängnisbereiche. In den dunklen Gängen werden sie von einer Gruppe Beißer überrascht und getrennt, worauf Hershel bei dem Versuch, die vermissten Glenn und Maggie zu finden, zu nahe an einen sitzenden Beißer gerät und ins Bein gebissen wird. Rick versucht sein Leben zu retten und trennt das verletzte Bein mit einer Axt ab, in der Hoffnung, eine Infektion abwenden zu können. Als Hershel aufgrund der Schmerzen und des Blutverlusts bewusstlos wird, entdeckt Daryl, dass sie nicht alleine im Gefängnis sind und von einer Gruppe überlebender Gefangener beobachtet werden. |           |                       |                             |                      |                                       |                     |                            |              |
| 21 | 2         | Rosskur               | Sick                        | 21. Okt. 2012        | 26. Okt. 2012                         | Billy Gierhart      | Nichole Beattie            | 9,55 Mio.    |
| Hershel wird in den Zellenblock C zurückgebracht und auf ein Bett gelegt. Die fünf Häftlinge, die, als die Epidemie zehn Monate zuvor das Gefängnis erreichte, von einem Wärter in die Kantine eingeschlossen wurden und dort dank der großen Vorräte und sicher vor Beißern überleben konnten, folgen den Überlebenden. Rick und Daryl erklären ihnen, dass die Welt sich geändert hat. Sie führen die ehemaligen Gefangenen nach draußen und zeigen ihnen die erlegten Untoten. Tomas, der Anführer der Gruppe, reklamiert den Zellenblock C, in dem er und andere der Gruppe gelebt haben, was Rick entschieden ablehnt. Rick fordert die Hälfte der Kantinenvorräte gegen Hilfe bei der Säuberung eines anderen Zellenblocks, in dem die Gefangenengruppe leben könnte. Die Gruppe hat keine andere Wahl als einzuwilligen. Rick teilt Glenn zur Aufsicht Hershels ein und geht zusammen mit T-Dog, Daryl und den Häftlingen, die mit Nahkampfwaffen ausgestattet werden, in den benachbarten Zellenblock. Carol versucht alles, um Hershel zu stabilisieren. Maggie ist besorgt, dass er es nicht schaffen könnte. Glenn beruhigt sie und muss auf Ricks Anweisung zu ihrer aller Sicherheit Hershel ans Bett fesseln. Carl kann einige Bandagen finden, was zwar sehr hilfreich ist, jedoch wird er für seinen Alleingang zur Krankenstation von seiner Mutter gemaßregelt. Nachdem Hershel stabil ist, will Carol an Leichen weitere Praxiserfahrung bezüglich einer Kaiserschnitt-Entbindung sammeln und bittet Glenn, gemeinsam mit ihr einen passenden Beißer dafür zu beschaffen. Draußen am Zaun findet und tötet sie einen der Beißer und schafft ihn mit Glenns Hilfe hinein. Bei der Operation an dem Leichnam wird sie von einer unbekannten Person beobachtet. Maggie möchte, dass ihr Vater in Frieden sterben kann, als plötzlich seine Atmung aussetzt. Lori jedoch beginnt sofort mit einer Wiederbelebung und hat Erfolg. Rick und die anderen säubern den Zellenblock D. Einer der Gefangenen wird am Oberkörper von einem Beißer gekratzt, und als Rick erklärt, dass er deswegen nicht wie Hershel gerettet werden kann, von Tomas brutal mit einem Haken erschlagen. Während Tomas entgegen Ricks Anweisung einen Kampf mit einer größeren Gruppe Beißer als nötig provoziert, schwingt er seine Axt nach hinten in Ricks Richtung und wirft anschließend einen der angreifenden Walker auf ihn. Rick entkommt den gefährlichen Situationen und stellt nach dem Kampf Tomas zur Rede. Nach einer ausflüchtenden Antwort spaltet ihm Rick mit seiner Machete den Schädel. Der Gefangene Andrew greift daraufhin Rick an und wird von diesem bis in einen Innenhof mit Beißern verfolgt. Hinter dem flehenden Andrew verschließt Rick die Hoftüre. Der Zellenblock wird an die verbliebenen Häftlinge, Axel und Oscar, übergeben. Zurück im Zellenblock C besucht Rick den verwundeten Hershel. Dieser kommt zu Bewusstsein und greift nach Ricks Hand. Lori und Rick, sondern sich von der Gruppe ab. Nach Monaten macht Rick nun wieder einen zaghaften Schritt auf Lori zu. |           |                       |                             |                      |                                       |                     |                            |              |
| 22 | 3         | Zeit der Ernte        | Walk with Me                | 28. Okt. 2012        | 2. Nov. 2012                          | Guy Ferland         | Evan Reilly                | 10,51 Mio.   |
| Die Episode handelt von Andrea und Michonne. Nachdem sie den Absturz eines Militärhelikopters verfolgt haben, machen sich die beiden auf den Weg zur Absturzstelle. Dort treffen kurz nach ihnen die Fahrzeuge einer Gruppe bewaffneter Männer ein, unter ihnen Merle, welcher die beiden versteckten Frauen entdeckt und gefangen nimmt. Gemeinsam mit einem noch lebenden Piloten werden sie nach Woodbury mitgenommen. In dieser beißerfreien Stadt gibt es eine Schule, ausreichend Nahrung, Strom und warmes Wasser. Sie wird regiert von einem Mann, der von den anderen „Governor“ genannt wird, seinen wahren Namen jedoch geheim hält. Während Andrea mit dem Governor sympathisiert, bleibt Michonne misstrauisch. Der Governor fragt den verletzten Helikopterpilot über dessen jüngste Erlebnisse aus und erfährt, dass dieser mit weiteren Army-Überlebenden ein Camp nahe der Stadt aufgebaut hat. Er lässt den Piloten im Glauben, dessen Leute retten und in die Stadt bringen zu wollen. Stattdessen überfällt er mit fünf Handlangern das Lager dieser Soldaten und erschießt alle. Die Gruppe nimmt deren Waffen, Vorräte und Medikamente mit und der Governor berichtet den übrigen 67 Bewohnern, die Soldaten seien schon tot gewesen, bevor er ankam. In der letzten Szene sieht man, wie der Governor in seiner Wohnung eine Sammlung von abgetrennten Beißerköpfen in Aquarien betrachtet, darunter auch den Kopf des Piloten. |           |                       |                             |                      |                                       |                     |                            |              |
| 23 | 4         | Leben und Tod         | Killer Within               | 4. Nov. 2012         | 9. Nov. 2012                          | Guy Ferland         | Sang Kyu Kim               | 9,27 Mio.    |
| In der Anfangssequenz zerschlägt jemand mit einer Axt eine Kette, die ein Tor zum Gefängnis sichert, und legt mit Teilen einer Hirschkuh als Beißerköder eine Spur hinein. Die Gefangenen Axel und Oscar bitten darum, sich der Gruppe anschließen und ihren unappetitlichen Zellentrakt verlassen zu dürfen, jedoch wird dies nur von T-Dog befürwortet. Rick schätzt dies als zu gefährlich für die Gruppe ein. Daraufhin lassen sich die beiden in einem Gefängnishof mit Proviant für eine Woche von Rick einschließen. Als Hershel im Beisein der Frauen, Carls und T-Dogs erste Gehversuche im Gefängnishof macht, werden sie von einer Horde Beißer überrascht, zudem ertönen die Gefängnissirenen, die weitere Walker anlocken. Rick, Daryl und Glenn bereiteten am äußeren Zaun das Verbrennen von Beißern vor, und brauchen Minuten, um zum Hof zu gelangen. T-Dog kann das geöffnete Tor wieder verschließen, wird dabei jedoch gebissen. Er flüchtet mit Carol nach innen, wie auch Hershel mit Beth und ebenso Maggie mit Carl und Lori. Loris Wehen setzen ein, sie kann das Kind nicht auf natürlichem Weg gebären und die beiden Frauen führen in einem Heizungsraum einen Kaiserschnitt aus im Wissen, dass Lori danach verblutet. Carl verhindert mit einem Schuss in ihren Kopf ihre Verwandlung. In aussichtsloser Lage umklammert T-Dog zwei Beißer und gibt Carol die Möglichkeit zu entkommen. Oscar führt Rick und Daryl zum Generatorraum, wo die Sirenen ausgeschaltet werden können. Dort lauert Andrew mit seiner Axt und greift Rick an, während Daryl damit beschäftigt ist, die Tür vor hinein wollenden Beißern zuzuhalten. Rick verliert seinen Revolver, den Oscar aufnimmt. Andrew redet auf Oscar ein, Rick zu erschießen, doch Oscar erschießt Andrew und gibt Rick den Revolver zurück. Auf dem Rückweg finden die drei T-Dogs Leiche. In Woodbury zeigt Andrea Merle auf einer Karte die Lage von Hershels Farm, auf der sie sich und ihre ehemalige Gruppe um Rick aufgehalten hatte, damit er dort mit der Suche nach seinem Bruder Daryl beginnen kann. Andrea möchte zunächst in Woodbury bleiben, da sie sich dort sicher und geborgen fühlt. Dies stößt auf Unverständnis bei Michonne, die dem Governor nicht vertraut. |           |                       |                             |                      |                                       |                     |                            |              |
| 24 | 5         | Anruf                 | Say the Word                | 11. Nov. 2012        | 16. Nov. 2012                         | Greg Nicotero       | Angela Kang                | 10,37 Mio.   |
| Rick ist durch den Schock über den Tod seiner Frau wie in Trance und begibt sich mit einer Axt bewaffnet alleine zurück ins Gebäude, um Lori zu finden. Daryl und Maggie machen sich unterdessen auf den Weg in einen ehemaligen Kindergarten, um nach Nahrung und Kleidung für das neu geborene Baby zu suchen. In Woodbury ist zu sehen, wie der Governor seine Tochter, die zu einem Beißer geworden ist, noch immer so behandelt, als wäre sie ein normaler Mensch: Er kämmt ihr die Haare, muss sie dabei allerdings gefesselt halten. Als in Woodbury zu späterer Zeit ein Fest stattfindet, nutzt Michonne die Gelegenheit und schleicht sich ins Haus des Governors, wo sie sich ihre Waffe zurückholt und Unterlagen anschaut. Später gelangt sie in einen versteckten Teil von Woodbury, wo sie eine kleine Gruppe eingesperrter Beißer vorfindet, die von ihr befreit und getötet werden. Unterdessen macht sich Glenn auf die Suche nach Rick, der noch immer im Gefängnis nach Lori sucht. Als er ihn gefunden hat, gelingt es ihm nicht, beruhigend auf ihn einzuwirken. Rick geht alleine weiter, stößt wenig später auf den Raum, in dem Lori gestorben ist, und findet dort einen trägen, vollgefressen Walker vor – Loris Leiche scheint von dem Walker gefressen worden zu sein. Rick schießt ihm in den Kopf, dann sticht er verzweifelt auf den Wanst des Walkers ein. Der Governor stellt Michonne bezüglich der getöteten Beißer zur Rede, möchte ihr aber noch eine Chance geben, falls sie in seinem Team arbeitet. Michonne lässt sich nicht darauf ein und möchte mit Andrea bei Nacht die Stadt verlassen. Diese wurde jedoch vom Governor über den Zwischenfall aufgeklärt und ist nach wie vor der Meinung, in Woodbury besser aufgehoben zu sein als außerhalb der Stadt. Als das Tor geöffnet wird, kann sich Andrea nicht entschließen, Michonne zu folgen, so dass diese alleine die Stadt verlässt. Später am Abend erreicht das Fest in Woodbury seinen Höhepunkt, indem Merle und andere Männer eine Art Gladiatoren-Kampf in einem von angeketteten Beißern gebildeten Ring abhalten. Andrea ist von diesem Verhalten schockiert, für die restlichen Einwohner ist dieser Kampf jedoch normale Unterhaltung. Auf dem Gefängnisvorhof werden drei Gräber ausgehoben, eins für T-Dog, Lori und scheinbar auch eines für Carol, die seit dem Angriff der Beißer auf T-Dog nicht mehr wiedergesehen wurde. Rick sitzt erschöpft und ausgelaugt neben dem toten Walker, als plötzlich im selben Raum ein Telefon klingelt... |           |                       |                             |                      |                                       |                     |                            |              |
| 25 | 6         | Auf der Jagd          | Hounded                     | 18. Nov. 2012        | 23. Nov. 2012                         | Dan Attias          | Scott M. Gimple            | 9,21 Mio.    |
| Michonne wird von Merle und drei weiteren Männern aus der Woodbury-Gemeinde verfolgt. Sie kann aus einem Versteck heraus zwei von ihnen töten, wird aber von Merle ins Bein geschossen. Später greift sie Merle und seinen Begleiter erneut an, gleichzeitig müssen sich die drei gegen hinzukommende Beißer wehren. Ein Schwerthieb der am Boden liegenden Michonne schlitzt einem Walker den Bauch auf, dessen Eingeweide sich auf sie ergießen. Michonne flieht, auch Merle und sein junger Begleiter können sich gegen die Beißer wehren, doch letzterer wird von Merle umgebracht, da dieser nicht beim Governor vorgeben will, dass Michonne tot ist. Merle trifft auf seinem Rückweg nach Woodbury vor einem Markt auf Maggie und Glenn, die dort Babynahrung gefunden haben. Er bringt die beiden in seine Gewalt und zwingt sie, mit ihm nach Woodbury zu fahren. Michonne beobachtet das Zusammentreffen und erkennt die beiden aus Andreas Erzählungen wieder. Sie hat auch festgestellt, dass sie durch den Körperinhalt des Beißers auf ihrem Körper nicht mehr von anderen Walkern als Beute wahrgenommen wird. Andrea fühlt sich zum Governor hingezogen und geht eine Liebschaft mit ihm ein. Währenddessen erhält Rick mehrere Anrufe. Im weiteren Verlauf stellt sich jedoch heraus, dass er sich die Telefonanrufe nur eingebildet hat. Daryl, Carl und Oscar suchen im Gefängnis nach Carol. Nach langer Zeit findet Daryl sie sichtlich mitgenommen in einer Zelle und bringt sie zurück in den gesäuberten Zellenblock. Am Ende der Episode sieht Rick eine angeschlagene, blutübergossene Frau, die sich, ohne angegriffen zu werden, durch die Beißer zum Zaun bewegt – es ist Michonne mit der am Markt zurückgebliebenen Babynahrung. |           |                       |                             |                      |                                       |                     |                            |              |
| 26 | 7         | Tod vor der Tür       | When the Dead Come Knocking | 25. Nov. 2012        | 30. Nov. 2012                         | Dan Sackheim        | Frank Renzulli             | 10,43 Mio.   |
| Michonne wird im Gefängnis von Hershel verarztet. Sie erzählt von Merle, welcher Maggie und Glenn nach Woodbury gebracht hat, ohne seinen Namen zu nennen. Gleichzeitig freut sich die gesamte Gruppe über die aufgefundene Carol. In Woodbury experimentiert der Wissenschaftler und Vertraute des Governors Milton mit einem sterbenden Senioren, muss jedoch feststellen, dass dieser nach seinem natürlichen Tod keinerlei Erinnerung an sein früheres Leben hat. Der zum Beißer mutierte Senior wird kurzerhand von Andrea eliminiert. Rick, Daryl, Michonne und Oscar machen sich auf den Weg nach Woodbury, um Glenn und Maggie zu befreien. In einem Wald wird die Gruppe von einer Horde von Beißern angegriffen. Sie flüchten in ein Blockhaus. Dort treffen sie auf einen Überlebenden, der bis zu diesem Zeitpunkt in der Hütte überleben konnte. Der Mann fühlt sich bedroht und gefährdet mit seinem Verhalten die Gruppe, woraufhin Michonne ihn kurzerhand tötet. Um die hungrige Meute Beißer abzulenken, werfen sie die Leiche vor die Tür und können durch die Hintertür fliehen. In Woodbury verrät Maggie, nachdem der Governor droht, den gefolterten Glenn zu erschießen, wo sich die restliche Gruppe versteckt. Der Governor beauftragt seinen Handlanger Martinez und Merle, das Gefängnis auszukundschaften. |           |                       |                             |                      |                                       |                     |                            |              |
| 27 | 8         | Siehe, Dein Bruder    | Made to Suffer              | 2. Dez. 2012         | 7. Dez. 2012                          | Billy Gierhart      | Robert Kirkman             | 10,48 Mio.   |
| Fünf Überlebende unter der Führung von Tyreese und seiner Schwester Sasha flüchten vor Beißern über eine zerstörte Rückwand in den nichtsicheren Teil des Gefängnisses – die zweite Frau der Gruppe, Donna, hat eine große Bisswunde. Carl folgt Schreien, findet die Fünf mit Beißern kämpfend in der Nähe der Sporthallen und führt sie in den sicheren Block, sperrt sie jedoch, zur eigenen Sicherheit, in eine Zelle ein. Tyreese erklärt Carl, dass er weiß, wie er mit Donna umzugehen hat. In Woodbury können Rick, Daryl, Michonne und Oscar kurz vor deren Hinrichtung Glenn und Maggie mit Hilfe einer Rauchgranate befreien. Beim Feuergefecht während des Rückzugs unter ebenso erzeugtem Rauch hat Rick eine Vision von Shane, währenddessen wird Oscar erschossen. Michonne wartet in der Wohnung des Governors auf diesen und entdeckt in seinen Räumen die Beißerkopfsammlung und seine angekettete Tochter, ein mutiertes Mädchen. Der eintretende Governor fleht Michonne an, seiner Tochter nichts zu tun (Später erfährt man, dass der Governor wie einst Hershel hoffte, dass es einen Weg gibt, Beißer wieder zu vermenschlichen). Michonne jedoch durchstößt deren Kopf mit ihrem Katana. Der Governor stürzt sich auf Michonne und sie scheint zu unterliegen, ehe sie zu einer Scherbe von einem der zerbrochenen Aquarien greift und in ein Auge des Governors rammt. Bevor sie ihn mit dem Schwert töten kann, erscheint Andrea und hält sie mit gezogener Waffe davon ab. Außerhalb von Woodbury sammeln sich die Leute um Rick wieder, doch Daryl kommt nicht zu dem Treffpunkt – Rick äußert Vorbehalte gegenüber Michonne, die beim Rückzug nicht mit der Gruppe agierte. Der Governor, der sehr schmerzlich erfahren musste, dass Merle ihn über Michonnes Tod belogen hatte, benennt ihn vor versammelter Stadtbevölkerung als den Schuldigen, der die Angreifer in die Stadt geführt hat. Der gefangengenommene Daryl wird in die Arena gezerrt, in der er Merle nun gegenübersteht. |           |                       |                             |                      |                                       |                     |                            |              |
| 28 | 9         | Kriegsrecht           | The Suicide King            | 10. Feb. 2013        | 15. Feb. 2013                         | Lesli Linka Glatter | Evan Reilly                | 12,26 Mio.   |
| Der Governor erklärt den Zuschauern, dass Daryl und Merle bis zum Tode zu kämpfen hätten, was Andrea zu verhindern versucht. Der Kampf beginnt und zusätzlich werden ein paar Walker an Stangen zum Kampf geführt. Plötzlich fallen Schüsse, die von Rick und Maggie abgefeuert werden. In der daraufhin entstehenden Panik können sie zusammen mit Daryl und Merle fliehen. Als sie zum Auto zurückkommen, entsteht ein Konflikt mit den dort wartenden Glenn und Michonne, die sich gegen Merle wenden. Da keine Lösung zu erkennen ist, trennen sich Daryl und Merle von der Gruppe. Die anderen kehren zurück ins Gefängnis. Dort bahnt sich ein weiterer Konflikt mit der Gruppe um Tyreese an, die von der ursprünglichen Gruppe zunächst weitgehend versorgt wird. In Woodbury versuchen inzwischen ein paar Leute die Stadt zu verlassen und werden von der Miliz des Governors aufgehalten. Andrea versucht zu beruhigen, als plötzlich Walker innerhalb des Zaunes Stadtbewohner angreifen. Ein Mann wird gebissen und vor allen Menschen durch den Governor erschossen. Andrea versucht den Governor zur Rede zu stellen, erfährt dabei von Maggie und Glenn und wird von dem Governor rüde als „vorübergehender Besucher“ abgekanzelt. Im Gefängnis wird über die Gruppe von Tyreese entschieden, die Rick zunächst komplett ablehnt. Als Hershel ihn zur Vernunft und einem nötigen Pragmatismus aufruft, scheint er zunächst einzulenken, als er plötzlich in einer Halluzination seine frühere Frau Lori sieht. Rick rastet aus und wirft die Gruppe um Tyreese aus dem Gefängnis. |           |                       |                             |                      |                                       |                     |                            |              |
| 29 | 10        | Zuflucht              | Home                        | 17. Feb. 2013        | 22. Feb. 2013                         | Seith Mann          | Nichole Beattie            | 11,05 Mio.   |
| Rick sieht von einem Wachposten aus erneut seine Frau Lori und rennt sogar aus der Umzäunung heraus zu ihr. Währenddessen besucht der Governor Andrea in ihrem Zimmer, entschuldigt sich bei ihr für sein Verhalten und verspricht ihr, das Gefängnis nicht anzugreifen. Daryl und Merle schlagen sich durch den Wald zu einem Fluss, um dort zu fischen. Sie kommen an eine Brücke, auf der sich eine kleine Gruppe spanischsprachiger Menschen gegen einen Angriff zu verteidigen versucht. Daryl greift entgegen der Überzeugung von Merle ein und rettet die Gruppe. Merle will die Gruppe ausplündern und wird von Daryl mit Waffengewalt daran gehindert. Daryl trennt sich von seinem Bruder, der ihm aber folgt. Andrea sucht erneut den Governor, wird aber von den Bewohnern Woodburys offenkundig über dessen Aufenthaltsort angelogen. Im Gefängnis versucht Glenn eine Verteidigung zu organisieren und plant zunächst einen Angriff auf den Governor. Später geht er aber nur auf Patrouille, da sich Maggie mit ihm gestritten hat. Kurze Zeit später wird das Gefängnis unter Beschuss genommen. Axel stirbt durch einen Kopfschuss des Governors, Carol liegt lange hinter seiner Leiche im Kugelhagel. Der Governor lässt einen Kastenwagen voller Beißer durch den Zaun brechen und lässt diese im vorderen, inneren Bereich, in dem sich gerade Michonne und Hershel befinden, laufen. Rick ist außerhalb der Anlage unter schwerem Beschuss und kann nur begrenzt mitkämpfen. Es kommt fast zur Katastrophe, bis Maggie schließlich einen aufs Gelände eingedrungenen Scharfschützen ausschalten kann. Der Governor rückt ab, als Glenn mit einem Fahrzeug von der Patrouille zurückkommt. Glenn kann Hershel und Michonne, die eine große Anzahl der Beißer mit dem Schwert niedergestreckt hat, aufnehmen und bringt sie mit dem Auto in den hinteren, inneren Bereich. Rick geht die Munition aus und er kämpft zunächst alleine gegen eine Überzahl an Beißern, bis plötzlich Daryl auftaucht und ihm hilft. Auch Merle kommt dazu und kämpft auf der Seite der Gruppe. |           |                       |                             |                      |                                       |                     |                            |              |
| 30 | 11        | Judas                 | I Ain’t a Judas             | 24. Feb. 2013        | 1. März 2013                          | Greg Nicotero       | Angela Kang                | 11,01 Mio.   |
| Die Gruppe streitet sich im Gefängnis über das weitere Vorgehen, bei dem die Führungsschwäche Ricks immer deutlicher wird. Sogar Carl fordert ihn auf, seine Führungsposition aufzugeben. In Woodbury stellt der Governor eine Armee auf, die er auch mit Frauen, Jugendlichen und Alten auffüllen will. Andrea stellt den Governor zur Rede, warum er das Gefängnis angegriffen hat. Dieser lügt Andrea an und behauptet, dass er dort angegriffen wurde. Als Andrea ankündigt, ins Gefängnis gehen zu wollen, stellt er ihr kein Auto zur Verfügung und sagt ihr, sie solle dann auch im Gefängnis bleiben. Im Gefängnis geht die Diskussion um Michonne und Merle weiter. Hershel versucht zu vermitteln und die Gruppe wieder zu einen. Andrea bittet Milton, ihr vertraulich zu helfen, ins Gefängnis zu kommen. Milton verrät ihre Absichten sofort dem Governor, der sie aber gehen lassen will, da er sich daraus Vorteile erhofft. Milton hilft Andrea einen Beißer zu fangen und als Tarnung vorzubereiten. Dabei treffen sie Tyreese, Sasha und Donnas Mann und Sohn, Allen und Ben, die von Milton nach Woodbury mitgenommen werden. Dort erfährt der Governor, woher sie kommen, und lässt von Tyreese und Allen eine Skizze des Gefängnisses anfertigen. Andrea kommt mit dem Tarnbeißer ans Gefängnis und wird dort abweisend und misstrauisch empfangen. Sie erfährt dabei auch, dass sie vom Governor bezüglich des Angriffes angelogen wurde. Sie schafft es nicht, wieder in die Gruppe integriert zu werden, da sie sich auch mit Michonne überwirft. Carol fordert Andrea auf, dem Governor die Nacht seines Lebens zu bieten und ihn dabei zu töten. Andrea erhält ein Fahrzeug und fährt zurück nach Woodbury. Dort trifft sie sich wieder mit dem Governor und geht mit ihm ins Bett. Beide Gruppen zeigen sich auf einen Angriff vorbereitet. Beth singt ein Lied. Derweil verlässt Andrea das Bett des schlafenden Governors und nimmt ihr Messer in die Hand, bringt es aber nicht über sich, ihn zu töten. |           |                       |                             |                      |                                       |                     |                            |              |
| 31 | 12        | Gesichter der Toten   | Clear                       | 3. März 2013         | 8. März 2013                          | Tricia Brock        | Scott M. Gimple            | 11,30 Mio.   |
| Rick, Carl und Michonne fahren in die Stadt, in der Rick als Sheriff gearbeitet hat. Auf der Fahrt sehen sie einen Menschen mit einem Rucksack, der verzweifelt versucht, sie anzuhalten. Als sie an mehreren liegen gebliebenen Fahrzeugen auf den Randstreifen ausweichen müssen, bleiben sie mit dem Fahrzeug hängen. Nach einem Kampf mit Beißern wird das Misstrauen, das Rick und Carl gegenüber Michonne hegen, deutlich, wenngleich Rick in Michonne ein verbindendes Interesse sieht. Als sie weiterfahren wollen, ist erneut der Mensch mit dem Rucksack in die Nähe gekommen – wieder fahren sie ohne ihn los. Als sie in der Stadt ankommen, stellen sie fest, dass dort jemand eine Verteidigung aufgebaut hat. Plötzlich werden sie beschossen, können den Schützen allerdings auf die Straße locken, wo Carl diesen beschießt. Da er Schutzkleidung trägt, wird der Schütze nur leicht verletzt. Es handelt sich um Morgan, der sich mit einer enormen Menge an Waffen und Munition in einem Raum verschanzt hat. Der Sohn von Morgan wurde von der zum Beißer mutierten Frau von Morgan getötet. Carl will ein Babybett für Judith suchen, darf aber entgegen seinem Willen nur zusammen mit Michonne losziehen. Entgegen seiner Aussage geht er aber zunächst in eine Kneipe, wo an der Wand ein Bild der Familie Grimes hängt. Da die Kneipe voller Beißer ist, kommt es zu einem erneuten Kampf, bei dem Carl das Bild wieder verliert. Michonne geht erneut hinein und holt das Bild. Rick spricht mit Morgan, stellt fest, dass dieser wahnsinnig geworden ist, wird sogar von ihm angegriffen. Sie beschließen einiges von der Munition und den Waffen mitzunehmen und verlassen die Stadt wieder, ohne Morgan mitzunehmen. Rick und Carl stellen fest, dass Michonne mehr als ein „nützliches Übel“ ist, und es keimt erste Sympathie zwischen den dreien auf. Auf der Landstraße sehen sie später einen zerfleischten Körper und etwas weiter den Rucksack, der ihnen bereits auf der Hinfahrt aufgefallen war. Sie fahren zurück und nehmen den Rucksack mit. |           |                       |                             |                      |                                       |                     |                            |              |
| 32 | 13        | Das Ultimatum         | Arrow on the Doorpost       | 10. März 2013        | 15. März 2013                         | David Boyd          | Ryan C. Coleman            | 11,46 Mio.   |
| Rick geht mit Daryl und Hershel zu einem alten Lagerhaus, wo er sich mit dem Governor trifft. In einem ersten Gespräch hält Rick dem Governor den Angriff und die Entführung von Glenn und Maggie vor, welche der Governor als alleinige Sache von Merle darstellt. Kurz danach treffen auch Andrea, Martinez und Milton dort ein. Es wird klar, dass Andrea dieses Treffen organisiert hat. Sie geht in den Schuppen und legt eine Karte zur Markierung getrennter Gebiete für beide Parteien vor. Der Governor lehnt den Vorschlag mit einem überheblichen Lachen ab und fordert die Kapitulation der Gruppe. Im weiteren Gespräch wird Andrea vom Governor aus dem Lager geschickt. Draußen setzen sich die Begleiter der beiden Gruppen zusammen und es wird deutlich, dass hier pragmatischere Interessen und eine freundlichere Stimmung vorliegen. Als plötzlich Beißer auftauchen, bekämpfen die beiden Gruppen diese gemeinsam: Daryl findet hierbei Gemeinsamkeiten zu Martinez. Im Lagerhaus geht das Gespräch weiter, bis der Governor mit seiner Forderung und einem Ultimatum antritt: er will Michonne ausgeliefert haben und hierüber eine Entscheidung innerhalb von zwei Tagen. Zurück in Woodbury ordnet er an, jeden der anderen Gruppe außer Michonne sofort zu erschießen. Milton ist entsetzt, während sich der Governor bei Andrea für ihre Vermittlung bedankt. Andrea macht hierbei einen naiven Eindruck. Im Gefängnis berichtet Rick der Gruppe, dass der Governor das Gefängnis und sie tot haben will. Er sagt, dass sie nun einen Krieg beginnen würden. Später erzählt er Hershel draußen von dem Ultimatum und der geforderten Auslieferung Michonnes. |           |                       |                             |                      |                                       |                     |                            |              |
| 33 | 14        | Der Fang              | Prey                        | 17. März 2013        | 22. März 2013                         | Stefan Schwartz     | Evan Reilly & Glen Mazzara | 10,84 Mio.   |
| Die Episode beginnt mit einem Rückblick auf die Zeit, als Michonne und Andrea noch alleine unterwegs waren. Andrea möchte von Michonne Genaueres über die beiden Beißer wissen, die sie mit sich führt, Michonne möchte sich allerdings nicht dazu äußern. In Woodbury rüstet Martinez Fahrzeuge mit Waffen aus, während der Governor eine Folterkammer für Michonne einrichtet. Hierbei wird er von Milton beobachtet, der ihn zur Rede stellt. Milton erkennt, was passieren wird, warnt Andrea und zeigt ihr die Folterkammer. Als der Governor auftaucht, will Andrea ihn aus dem Hinterhalt erschießen, wird aber von Milton daran gehindert. Er rät ihr, ins Gefängnis zu gehen. Als Andrea gehen will, wird sie, wie alle anderen, von Martinez entwaffnet. Sie geht zum Wall, auf dem Tyreese und Sasha Wache schieben. Sie kann die beiden überzeugen, sie gehen zu lassen. Der Governor stellt Milton zur Rede, ob er von Andreas Flucht wusste und was Andrea noch gesagt hat. Tyreese muss danach mit Martinez zu der Beißerfalle fahren, wo Walker mittels Gruben gefangen werden. Es stellt sich heraus, dass diese für den Überfall auf das Gefängnis vorgesehen sind. Erneut kommt es zum Streit zwischen Tyreese und einigen seiner Begleiter. Währenddessen geht der Governor mit einem Geländewagen selbst auf die Jagd nach Andrea und treibt sie in eine alte Fabrik. Er folgt ihr bis ins Gebäude, wo er sie im fahlen Licht sucht. Als der Governor sich langsam nähert, kann Andrea sich retten, indem sie die Tür zu einem von Beißern bevölkerten Gang öffnet, hinter dieser Schutz sucht und sie anschließend von der anderen Seite aus schließt. Während der Governor sich gegen die Beißer verteidigen muss, kann sie aus der Fabrik in die Nacht fliehen. Man sieht, wie jemand Benzin über die Beißer und in die Anhänger schüttet und anschließend alles in Brand setzt. Am Morgen kommt Andrea beim Gefängnis an, wird jedoch vom Governor überwältigt, der ihr bis dorthin gefolgt ist. Als dieser zurück nach Woodbury kommt, sagt er, dass er Andrea nicht finden konnte. Ohne die verbrannten Beißer anzusprechen, stellt er Tyreese eine Frage, um herauszufinden, ob dieser die Beißer angezündet hat. Dieser reagiert irritiert. Der Governor trifft im Anschluss Milton, dessen nervöse Art erkennen lässt, dass er den Brand gelegt hat. Die Episode endet mit einer Kamerafahrt durch einen Gang zur Folterkammer, wo Andrea auf einem ärztlichen Behandlungsstuhl geknebelt und gefesselt sitzt. |           |                       |                             |                      |                                       |                     |                            |              |
| 34 | 15        | Der Strick des Jägers | This Sorrowful Life         | 24. März 2013        | 29. März 2013                         | Greg Nicotero       | Scott M. Gimple            | 10,99 Mio.   |
| Rick, Daryl und Hershel diskutieren über das weitere Vorgehen. Es scheint, als habe Rick sich dazu entschieden, Michonne auszuliefern. Merle wird inzwischen aufgrund von Entzugserscheinungen zunehmend in den Wahnsinn getrieben; trotzdem versucht Rick, ihn für seine Pläne zu gewinnen. Im Hof versuchen die anderen wieder etwas Gelände zu gewinnen und dieses von Beißern zu säubern. Später versucht Daryl, Glenn dazu zu bringen, Merle zu verzeihen. Dieser lehnt ab. Daryl trifft sich erneut mit Merle, der noch immer nach Drogen sucht und gleichzeitig die Entführung von Michonne vorbereitet. Es wird deutlich, wie groß die Distanz zwischen den Brüdern geworden ist. Merle lockt Michonne – angeblich zur Säuberung – in einen Bereich mit Beißern, schlägt diese dann nieder und fesselt sie. Später treibt er sie außerhalb des Gefängnisses vor sich her und schließt ein Auto kurz. Dabei kommt es zu einem erneuten Kampf mit einer Vielzahl an Beißern. Im Gefängnis suchen Rick und Daryl Merle und Michonne und erkennen, dass Merle sie entführt hat. Daryl nimmt die Spur auf. Währenddessen spricht Glenn mit Hershel und bittet ihn um seinen Segen, da er um Maggies Hand anhalten will. Später schneidet er einem weiblichen Beißer den Ring vom Finger und gibt ihn ihr, die seinen Antrag annimmt. Auf der Fahrt nach Woodbury gelingt es Michonne, Merle dazu zu bringen, sie wieder freizulassen. Er gibt ihr das Schwert zurück und lässt sie auf der Straße zurück. Daryl trifft im Anschluss auf Michonne, die ihm sagt, dass sein Bruder noch lebt. Merle ist in einen Ort gefahren und steht mit dem Auto mit lauter Musik auf einem Parkplatz. Immer mehr Beißer scharen sich um das Auto, mit dem der mittlerweile stark angetrunkene Merle langsam zu der alten Fabrik fährt. Er lässt das führerlose Auto in den Hof rollen, wo bereits eine große Anzahl bewaffneter Männer des Governors warten. Diese beginnen eine wilde Schießerei auf die Beißer, während Merle unauffällig einige der Männer des Governors erschießen kann. Als er von einem Beißer selbst angegriffen wird, entdecken ihn die Leute des Governors, schlagen Merle zusammen und der Governor erschießt ihn. Im Gefängnis hält Rick eine Rede, mit der er seine Entscheidung, Michonne auszuliefern, rechtfertigt und zugleich zurücknimmt. Er versucht die Gruppe erneut auf sich einzuschwören. Daryl erreicht die Fabrik und sieht eine Menge Beißer, die über die getöteten Männer hergefallen sind. Er erkennt plötzlich seinen Bruder, der inzwischen auch zum Beißer geworden ist, und tötet diesen unter Tränen. |           |                       |                             |                      |                                       |                     |                            |              |
| 35 | 16        | Stirb und töte        | Welcome to the Tombs        | 31. März 2013        | 5. Apr. 2013                          | Ernest Dickerson    | Glen Mazzara               | 12,42 Mio.   |
| Der Governor misshandelt Milton und bringt ihn zu Andrea in die Folterkammer. Dort verlangt er von ihm, Andrea zu töten und gibt ihm ein Messer. Stattdessen greift Milton den Governor an, dieser wendet das Messer gegen ihn und sticht ihn in den Bauch. Der Governor erklärt, dass er Andrea letztlich doch töten wird, wenn er nach seinem Tod zum Beißer geworden ist. Im Anschluss schließt er beide ein. Im Gefängnis räumt die Gruppe alles zusammen und verlädt die Sachen auf Fahrzeuge. Es entsteht der Eindruck, dass sie wegfahren wollen. Währenddessen kommt es zu diversen Aussprachen zwischen einzelnen Mitgliedern der Gruppe. In Woodbury bereitet der Governor einen Großangriff auf das Gefängnis vor, wobei sich aber Tyreese und Sasha entschließen, nicht mitzumachen und die in Woodbury verbleibenden Bewohner zu bewachen. Der Angriff auf das Gefängnis beginnt mit mehreren Fahrzeugen und schweren Waffen, die Angreifer dringen allerdings ohne Gegenwehr in das Gefängnis ein. In Woodbury kann Milton Andrea noch sagen, dass er unter ihrem Stuhl eine Zange fallen gelassen hat, mit der sie sich befreien könne. Im Gefängnis dringen die Angreifer in die dunklen Gänge vor, bis sie plötzlich mit Sprengfallen, Rauchgranaten und Beißern konfrontiert werden und die Sirenen angehen. In heller Panik und unter Beschuss durch Maggie und Glenn, die sich Schutzkleidung und -helme des Gefängnispersonals angelegt haben, verlassen die Angreifer fluchtartig das Gefängnis, verfolgt von dem wütenden Governor. Die Gruppe um Rick hatte sich im Wald versteckt, wo Carl einen der flüchtenden Jungen der Woodbury-Leute, der sich eigentlich ergeben wollte, erschießt. Die Gruppe geht anschließend in das Gefängnis zurück. Der Governor überholt den Konvoi mit seinen Leuten und bremst sie aus. Er schreit sie an, unterstützt von Allen, zum Gefängnis zurückzufahren. Seine Leute erwidern, die Eroberung des Gefängnisses sei nutzlos für sie. Völlig in Rage erschießt der Governor alle, zuletzt Allen, der zu seinem Schutz sein Gewehr in Richtung des Governors hielt. Übrig bleiben Martinez und Shumpert sowie Karen, die unter einer Leiche liegt und unbemerkt bleibt. Andrea versucht inzwischen verzweifelt, die Zange mit den Füßen zu den an die Stuhllehnen gebundenen Hände zu heben und sich zu befreien. Milton ist inzwischen gestorben. Im Gefängnis stellt Rick Carl zur Rede, dessen Verhalten Hershel Rick berichtete, und bricht dann mit Daryl und Michonne zur Verfolgung auf. Sie kommen zu der Stelle, an der der Governor seine Leute getötet hat, und finden Karen. Milton wird zum Beißer, Andrea schafft es gerade noch, sich zu befreien, als er auf sie zukommt. Unterdessen erreichen Rick, Daryl, Michonne und Karen die Barriere in Woodbury, wo es zu einem Feuergefecht mit Tyreese und Sasha kommt. Karen kann die Situation entschärfen und zusammen beginnen sie die Suche nach Andrea. Sie finden sie jedoch neben Miltons Leiche von ihm gebissen vor. Michonne bricht in Tränen aus. Rick gibt Andrea auf ihren Wunsch eine Waffe und sie erschießt sich. Die Gruppe kehrt mit Tyreese und den verbliebenen Bewohnern von Woodbury zurück ins Gefängnis. |           |                       |                             |                      |                                       |                     |                            |              |